# Plaza de las Banderas
plaza de las Banderas es una de las principales plazas localizadas en la ciudad de Maracaibo, en la Parroquia Cristo de Aranza entre la Avenida San Francisco y la Avenida los Haticos, al norte del estado Zulia y al oeste del país sudamericano de Venezuela. Tiene relevancia porque marca el punto del límite entre los municipios de San Francisco y Maracaibo, es fácilmente identificable porque tiene muchas astas y banderas ondeando.